# Amiral de Portugal

Drapeau de l'amiral portugais de la flotte

Amiral de Portugal ou Amiral du Royaume (en portugais : Almirante de Portugal ou Almirante do Reino) était une haute fonction et un titre de la Couronne du Portugal.
Le poste a été créé par le roi Denis Ier au XIIIe siècle afin d’exercer la fonction de commandement de la Marine portugaise. Le premier titulaire du poste a été le Génois Manuel Pessanha.
Par après, cette appellation a cessé d'être une fonction effective de commandement naval et est devenu un titre purement honorifique et héréditaire, tenu par les comtes de Resende depuis le début du XVIIIe siècle.

## Liste des Amiraux de Portugal
- Nuno Fernandes Cogominho, nommé en 1307, mais n'est habituellement pas comptabilisé.

1. Manuel Pessanha, né vers 1280-1290
2. Carlos Pessanha - c. 1310
3. Bartolomeu Pessanha - c. 1310
4. Lançarote Pessanha - c. 1320
5. João Afonso Telo, 6e comte de Barcelos - c. 1330
6. Manuel Pessanha - c. 1350
7. Carlos Pessanha - c. 1360
8. Pedro de Menezes (en), 1er conde de Vila Real (condado antigo) - c. 1380
9. Rui Afonso de Melo, senhor de Vila Nova de Portimão - c. 1390
10. Lançarote da Cunha - c. 1400
11. Nuno Vaz de Castelo-Branco - c. 1410
12. Lopo Vaz de Azevedo - c. 1430
13. António de Azevedo - c. 1460
14. Lopo de Azevedo - c. 1500
15. António de Azevedo - c. 1560
16. João de Azevedo - c. 1560
17. João de Castro - c. 1620
18. Francisco de Castro - c. 1650
19. João José de Castro - c. 1675
20. Luís Inocêncio de Castro - c. 1680
21. António José de Castro, 1er comte de Resende - 1719
22. José Luís de Castro, 2e comte de Resende - 1744
23. Luís Inocêncio Benedito de Castro, 3e comte de Resende - 1777
24. António Benedito de Castro, 4e comte de Resende - 1820
25. Luís Manuel Benedito da Natividade de Castro Pamplona, 5e comte de Resende - 1844
26. Manuel Benedito de Castro Pamplona, 6e comte de Resende - 1845
27. António de Castro Pamplona, 7e comte de Resende - 1877
28. João de Castro Pamplona, 8e comte de Resende - 1882
29. Maria José de Castro Pamplona, 9e comtesse de Resende - 1908
30. (de jure) João de Castro de Mendia, 10e comte de Resende - 1948